# It Won’t Be Long
«It Won’t Be Long» (с англ. — «Это ненадолго») — песня, открывающая второй студийный альбом группы «Битлз» With The Beatles. Песня стала первой оригинальной композицией, записанной для этого альбома. Её авторство указано как Леннон/Маккартни, однако основным её автором был Джон Леннон (Маккартни лишь немного помог с текстом и аранжировкой).

## Композиция
Припев песни основан на игре слов be long и belong. Для песни характерны ранние особенности творчества «Битлз», такие как подпевки «yeah-yeah», «переклички» между соло-вокалистом и бэк-вокалистами, а также гаммо-подобные гитарные риффы. Ещё одна особенность — окончание (похожее на таковое в песне «She Loves You», записанной незадолго до этого), при котором музыка довольно неожиданно прерывается, давая Леннону возможность продемонстрировать короткую сольную вокальную импровизацию прежде чем песня закончится на большом мажорном септаккорде.
Джон Леннон в своём последнем интервью журналу «Playboy» сказал, что именно эта песня открыла для «Битлз» более широкую аудиторию, чем те толпы молодёжи, которые страстно следовали за группой ещё со времён клубной жизни в Ливерпуле. «Средний класс начал нас слушать только после того, как какой-то парень в Лондонской „Таймс“ сказал, что мы включили „эолийские каденции“ в песню It Won’t Be Long… Я и сегодня не представляю, что такое эти эолийские каденции.». В другом интервью Леннон заявил, что «Парень в Лондонской „Таймс“ написал про „эолийские каденции в аккордах“ — и с этого началась вся эта интеллектуальная ерунда вокруг „Битлз“». На самом деле критик Уильям Мэнн сказал это о другой песне с этого же альбома — «Not a Second Time».

## Запись и выпуск песни
Группа записала песню 30 июля 1963 в течение двух сессий. Первая сессия состоялась утром, когда было сделано 10 попыток. Вторая сессия состоялась в обед, когда группа записала 7 попыток, которые были ошибочно пронумерованы как 17-23. Итоговая сводка была сделана 21 августа из попыток 17 и 21.
Песня была опубликована на втором студийном альбоме группы в Великобритании 20 ноября 1963 года. В США песня была впервые опубликована на альбоме Meet the Beatles!, вышедшем 20 января 1964.
Вживую «Битлз» никогда не исполняли эту песню, однако для телевизионного шоу «Ready Steady Go!» они исполнили её под фонограмму в марте 1964 года.
В записи участвовали:
- Джон Леннон — дважды записанный и сведённый вокал, ритм-гитара
- Пол Маккартни — подголоски, бас-гитара
- Джордж Харрисон — подголоски, соло-гитара
- Ринго Старр — ударные

## Кавер-версии
- Песня была исполнена Эван Рэйчел Вуд для фильма «Через Вселенную» (2007 г.).
- Песня была перепета шотландской группой «Franz Ferdinand».